# Ian Crocker
Ian Crocker, född 31 augusti 1982 i Portland i delstaten Maine i USA, är en simmare från USA som vunnit tre OS-guld mellan 2000 och 2008.

### Fotnoter
1. ↑  ”Ian Crocker Bio, Stats, and Results - Olympics at Sports.reference.com”. sportsreference.com. Sportsreference. Arkiverad från originalet den 29 januari 2010. https://web.archive.org/web/20100129011951/http://www.sports-reference.com/olympics/athletes/cr/ian-crocker-1.html. Läst 22 oktober 2015.